# Taczów Wielki (gromada)
Taczów Wielki – dawna gromada, czyli najmniejsza jednostka podziału terytorialnego Polskiej Rzeczypospolitej Ludowej w latach 1954–1972.
Gromady, z gromadzkimi radami narodowymi (GRN) jako organami władzy najniższego stopnia na wsi, funkcjonowały od reformy reorganizującej administrację wiejską przeprowadzonej jesienią 1954 do momentu ich zniesienia z dniem 1 stycznia 1973, tym samym wypierając organizację gminną w latach 1954–1972.
Gromadę Taczów Wielki z siedzibą GRN w Taczowie Wielkim utworzono – jako jedną z 8759 gromad na obszarze Polski – w powiecie trzebnickim w woj. wrocławskim, na mocy uchwały nr 29/54 WRN we Wrocławiu z dnia 2 października 1954. W skład jednostki weszły obszary dotychczasowych gromad Taczów Wielki i Głuchów Górny ze zniesionej gminy Skarszyn, Brochocin ze zniesionej gminy Wisznia Mała oraz Czachowo ze zniesionej gminy Zawonia w tymże powiecie. Dla gromady ustalono 13 członków gromadzkiej rady narodowej.
1 stycznia 1960 gromadę zniesiono, a jej obszar włączono do gromad: Trzebnica (wsie Taczów Wielki i Brochocin), Skarszyn (wieś Głuchów Górny) i Zawonia (wieś Czachowo) w tymże powiecie.